# جورجي هنريكي (لاعب كرة قدم مواليد أكتوبر 1982)
خورخي هنريكي دي ألميدا لياو هو لاعب كرة قدم برازيلي في مركز الوسط، ولد في 29 أكتوبر 1982 في كامبو غراندي في البرازيل. لعب مع أتلتيكو غويانيينسي ونادي سيارا ونادي فيلا نوفا.